# Cantons dels Alts Alps

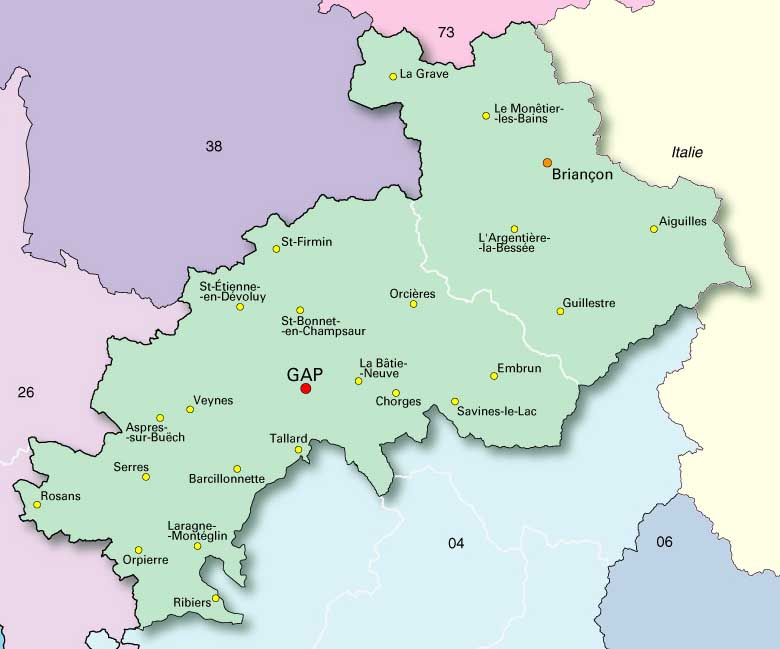
Districtes dels Alts Alps

Fins al 2015 els cantons dels Alts Alps eren 30 i s'agrupaven en 2 districtes: 
- Districte de Briançon (7 cantons) amb cap a la sotsprefectura de Briançon: cantó d'Agulhas - cantó de L'Argentièra - cantó de Briançon Nord - cantó de Briançon Sud - cantó de La Grava - cantó de Guilhèstra - cantó de Lo Monastièr

- Districte de Gap (23 cantons) amb cap a la prefectura de Gap: cantó d'Aspres de Buèch - cantó de Barciloneta - cantó de La Bastia Nòva - cantó de Chorge - cantó d'Ambrun - Gap Campanha - Gap Centre - Gap Nord-Est - Gap Nord-Oest - Gap Sud-Est - Gap Sud-Oest - cantó de L'Aranha Montaiglin - cantó d'Orsiera - cantó d'Aurpèira - cantó de Ribiers - cantó de Rosan - cantó de Sant Bonet - cantó de Devoluí - cantó de Sant Fermin - cantó de Savina lo Lac - cantó de Sèrres - cantó de Talard - cantó de Vèina

De resultes de la redistribució cantonal del 2015, actualment són els següents 15 cantons:
- L'Argentière-la-Bessée
- Briançon-1
- Briançon-2
- Chorges
- Embrun
- Gap-1
- Gap-2
- Gap-3
- Gap-4
- Guillestre
- Laragne-Montéglin
- Saint-Bonnet-en-Champsaur
- Serres
- Tallard
- Veynes